# Fibra vegetal
La fibra vegetal és el teixit de les plantes conreades o forestals que s'utilitza amb finalitats diferents de l'alimentació. La fibra vegetal pot ser constituïda pel floema (fibres bastes), la llavor, la fulla o altres parts de la planta.
Els usos principals de la fibra són per a la fabricació de paper, vestit, cordes o com a substrat en agricultura (en el cas de la fibra de coco)
Les plantes per a fibra vegetal es poden conrear en diferents climes: el lli tèxtil i l'ortiga són propis de climes temperats d'estiu fresc. L'espart, per la seva banda, és propi de climes mediterranis semiàrids i el coco, el bambú i l'abacà de climes equatorials càlids i plujosos.
Són plantes conreades per la seva fibra: El jute (Carchorus sp.), el lli tèxtil (Linum utitatissimum), el rami (Boehmeria nivea), les canyes, el cànem (Cannabis sativa), el kenaf (Hibiscus cannabinus), l'abacà (Musa textilis), l'ortiga (Urtica dioica), el cotó (Gossypium sp), el bambú (tribu Bambusae), l'espart (Stipa tenacissima), el cocoter (Cocos nucifera) o el sisal (Agave sisalana).